# La Chapelle-du-Noyer
La Chapelle-du-Noyer ist eine französische Gemeinde mit 1.124 Einwohnern (Stand: 1. Januar 2022) im Département Eure-et-Loir in der Region Centre-Val de Loire; sie gehört zum Arrondissement Châteaudun und zum Kanton Châteaudun.

## Geographie
La Chapelle-du-Noyer liegt etwa zwei Kilometer südwestlich des Stadtzentrums von Châteaudun. Umgeben wird La Chapelle-du-Noyer von den Nachbargemeinden Châteaudun  im Norden und Osten, Thiville im Osten und Südosten, Cloyes-les-Trois-Rivières im Süden und Südwesten sowie  Saint-Denis-Lanneray im Westen und Nordwesten.
Durch die Gemeinde führt die Route nationale 10.

## Bevölkerungsentwicklung
| Jahr                       | 1962 | 1968 | 1975 | 1982 | 1990 | 1999 | 2006 | 2013 |
| Einwohner                  | 620  | 757  | 831  | 932  | 967  | 1056 | 1051 | 1098 |
| Quellen: Cassini und INSEE |      |      |      |      |      |      |      |      |

## Sehenswürdigkeiten
- Kirche Notre-Dame
- Schloss Touchebredier, Monument historique seit 1971

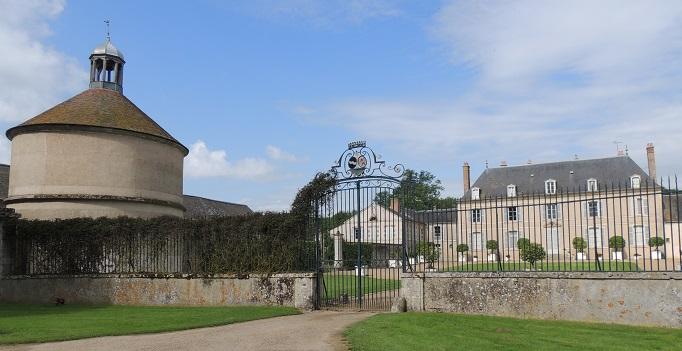
Schloss Touchebredier